# The Good Left Undone
The Good Left Undone è il terzo singolo, pubblicato il 25 giugno 2007, tratto dal quarto album dei Rise Against, The Sufferer & the Witness. Nel giugno 2007, hanno annunciato che si sarebbe tenuto un concorso per determinare chi avrebbe potuto fare il video migliore per la canzone. Hanno poi liberato un bollettino nel loro spazio di MySpace che forniva informazioni sul concorso.
Questo è il primo video con la collaborazione del chitarrista Zach Blair.
La canzone ha raggiunto la sesta posizione nella Modern Rock Tracks, e in seconda posizione nella top 10 della band. Il singolo è rimasto così in classifica per 30 settimane, lasciando a lungo la band nella top 10 del Modern Rock.

## Formazione
- Tim McIlrath - voce, chitarra
- Chris Chasse - chitarra, cori
- Joe Principe - basso, cori
- Brandon Barnes - batteria